# Mordent

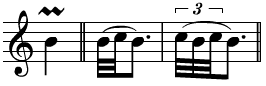
Zapis i wykonanie mordentu górnego (oba sposoby)

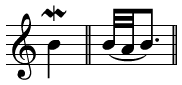
Zapis i wykonanie mordentu dolnego

Mordent (wł. mordente 'kąsający, ostry') – rodzaj ozdobnika polegającego na wykonaniu w krótkich wartościach rytmicznych przejścia melodii z nuty głównej na nutę odległą o interwał sekundy wielkiej lub małej i powrocie na nutę główną, wykonywaną jako długa wartość rytmiczna. Rozróżnia się mordent górny (dźwięk zdobiący sąsiaduje z nutą główną od góry), oznaczany znakiem nieprzekreślonym, i dolny (analogicznie od dołu), oznaczany przekreślonym znakiem. Mordent górny może być zagrany od nuty zdobiącej – wtenczas wykonuje się nutę zdobiącą, nutę główną i ponownie nutę zdobiącą jako krótkie wartości rytmiczne, a następnie nutę główną jako długą wartość rytmiczną. Mordent rozpoczyna nuta akcentowana.
Można także rozróżnić mordenty wobec długości ich trwania, co przedstawia się w zapisie liczbą fal mordentu. Położenie pionowej kreski oznaczającej mordent dolny ma wtedy znaczenie i może być wykorzystane do zapisania w ten sposób obiegnika. Dodatkowo mordent może mieć łuk na początku lub na końcu, co wykonuje się najczęściej jako gamowłaściwe podejście do dźwięku ozdabianego lub też jego otoczeniem. Specyficznym rodzajem mordentu jest schleifer, czyli ozdobnik łączący ze sobą dwa dźwięki w odległości minimum tercji poprzez przejście po gamowłaściwych dźwiękach pomiędzy nimi, wykorzystywany najczęściej w baroku.
Jeżeli w zapisie mordentu nie występują znaki chromatyczne, mordent wykonuje się używając dźwięków gamowłaściwych. Mordent może też być chromatyzowany - wtenczas nad mordentem górnym lub pod mordentem dolnym umieszcza się znak chromatyczny, który uwzględnia się w wykonaniu nuty zdobiącej.